# 河村建夫
河村建夫（1942年11月10日—），日本自由民主黨政治家，出生於山口縣萩市三見村，曾任內閣官房長官、文部科學大臣、北朝鮮綁架問題擔當大臣等職務，1990年至2021年期間為眾議院議員（10屆）。在自民黨內屬於志帥會（二階派）。

## 生平
河村畢業於慶應義塾大學商學部，畢業後進入西部石油工作。1976年，他的父親河村定一，山口縣議会議員逝世，他接替父親參選縣議員當選，連任4屆。1990年參加眾議院議員總選舉，順利當選。
河村在自民黨內屬於志帥會（二階派），被普遍認為政治立場較為溫和，和中國與韓國關係友好，同時主張日朝關係正常化。是在日外國人參政權的積極推動者。
2006年河村出任自由民主黨政務調査會長代理（當時會長是中川昭一）；2007年就任自由民主黨廣報本部長。2008年麻生太郎成為內閣總理大臣之後被提升為內閣官房長官。

## 家庭
河村已婚，育有一男三女。

## 荣誉

### 外国勋章奖章
- 国家功绩大军官勋章（巴拉圭，2019年5月8日批准[1]，2019年10月24日于东京颁发[2]）：河村时任日本巴拉圭友好议员联盟会长。

## 外部連結
- 河村建夫官方網站「T's PARK」 （页面存档备份，存于）

| 前任： 町村信孝 | 內閣官房長官 第86代：2008年—2009年   | 繼任： 平野博文 |
| 前任： 遠山敦子 | 文部科學大臣 第3、4代：2003年—2004年 | 繼任： 中山成彬 |